# Taenaris yulei
Taenaris yulei är en fjärilsart som beskrevs av Robert T. Bakker 1942. Taenaris yulei ingår i släktet Taenaris och familjen praktfjärilar. Inga underarter finns listade i Catalogue of Life.